# 馬爾博羅公爵
馬爾博羅公爵（Duke of Marlborough，/ˈmɔːlbrə/）為一英格蘭貴族爵位，由安妮女王在1702年授予军事家約翰·丘吉爾（1650－1722年）。歷史文獻一般直接以「馬爾博羅公爵」一詞指代第一代公爵。此爵位得名自威爾特郡的馬爾伯勒。與此爵位有關的馬爾博羅伯爵從1629年至1679年由萊伊家族持有，而該爵位則在1679年第四代伯爵絕嗣後10年，於1689年重封於約翰·丘吉爾。

## 爵位歷史
丘吉爾在1678年迎娶薩拉·詹寧斯（1600－1744年）為妻，她為安妮女王（時為安妮公主）的密友，也是安妮最有影響力的顧問。丘吉爾於1682年獲封屬於蘇格蘭貴族的艾茅斯的丘吉爾勳爵，並於1685年再獲封為桑德里奇的丘吉爾男爵，更在1689年獲加封為馬爾博羅伯爵。後兩者均屬英格蘭貴族。安妮在1702年登基後不久便加封丘吉爾為馬爾博羅公爵及其附屬爵位布蘭福德侯爵（英語：Marquess of Blandford）。
丘吉爾和薩拉共育有七名子女，長子約翰在1703年早逝，一子一女早夭，而其他四個女兒均嫁入大不列顛境内的顯赫望族。爲避免爵位因無男嗣繼承而絕嗣，英格蘭國會在1706年立法以允許女性後代繼承丘吉爾的英格蘭爵位。因此，丘吉爾長女亨麗埃塔·邱吉爾（1681年－1733年）在1722年繼承除隸屬蘇格蘭的勳爵爵位外之其他爵位。亨麗埃塔在1698年嫁與第二代戈多爾芬伯爵，雖育有二子，但均早逝。
亨利耶塔在1733年逝世後，爵位遂傳至其侄子，第五代桑德蘭伯爵查爾斯·斯賓塞（1706－1758年）。查爾斯為亨利耶塔之妹安妮與第三代桑德蘭伯爵之次子，在其長兄於1729年逝世後繼承桑德蘭伯爵（英語：Earl of Sunderland）和沃姆萊頓的斯賓塞男爵（英語：Baron Spencer of Wormleighton）等爵位，以及斯賓塞家族的家產。桑德蘭伯爵在1643年，而沃姆萊頓的斯賓塞男爵在1603年創設，兩者均屬英格蘭貴族。查爾斯在1733年繼承亨利耶塔所持爵位以及邱吉爾家族的家產，其長子喬治（1739－1817年）則在查爾斯死後繼承爵位。
第五代公爵，喬治·斯賓塞-丘吉爾（1766－1840年）為第四代公爵之長子，而第四代公爵之幼子弗朗西斯·斯賓塞在1815年獲封屬聯合王國爵位的韋奇伍德的丘吉爾男爵（英語：Baron Churchill (1815 creation)）。第一代男爵之孫，第三代丘吉爾男爵更在1902年獲加封為丘吉爾子爵（英語：Viscount Churchill）。第五代公爵在1817年獲准改姓為「斯賓塞-丘吉爾」以强調他們是第一代公爵的後裔，也同時獲准將丘吉爾家族的紋章置於斯賓塞家族的紋章之先。因此1817年起大部分斯宾塞家族成員均以「斯賓塞-丘吉爾」為姓，也有部分成員，如前英國首相溫斯頓·邱吉爾等選擇只使用「丘吉爾」為姓。溫斯頓·邱吉爾在1874年11月30日出生在布伦海姆宫，為第七代公爵之孫。
第十一代公爵約翰·斯賓塞-丘吉爾在1972年襲取爵位，並於2014年去世，現任持有人為其次子，第十二代公爵查理斯·詹姆斯·斯賓塞-丘吉爾。

## 府邸
家族府邸是位處牛津郡伍德斯托克的布伦海姆宫。

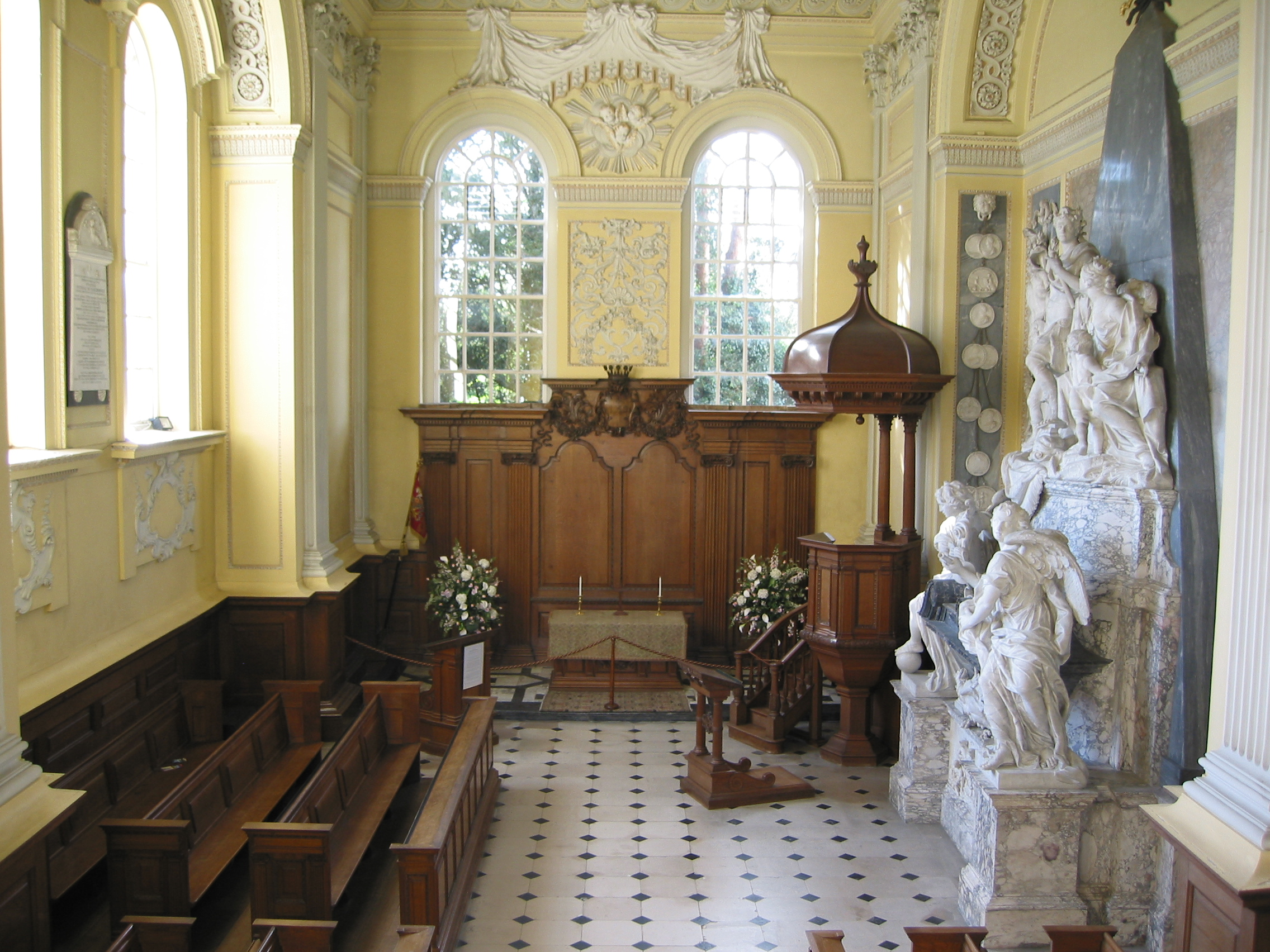
歷代公爵和公爵夫人均安葬於布伦海姆宫的小聖堂

1704年8月13日，在西班牙王位繼承戰爭的布伦海姆战役中，第一代公爵率領奥格斯堡同盟取得決定性的勝利。爲了獎勵公爵，安妮女王將位處伍德斯托克的王家官邸賞賜給他，並資助他在官邸之上興建一座新的宮殿，即布伦海姆宫。宮殿在1705年奠基，並在1722年第一代公爵去世時完工。至今宮殿仍由丘吉爾和斯賓塞-丘吉爾家族所擁有。
除了第十代公爵和其夫人外，歷代公爵和公爵夫人均葬於布伦海姆宫的小聖堂。其他家族成員（包括溫斯頓·邱吉爾）則葬於伍德斯托克附近巴拉頓（Bladon）聖馬丁教堂的墓地。

## 繼承方式
儘管馬爾博羅公爵理論上可以通過女性後裔繼承，但與采用男性優先長子繼承制的爵位相比，制誥並不允許爵位之繼承人未定，而是采用類似半薩利克法的繼承方式以確保爵位盡可能由男性後代繼承：
| 繼承人                                                                 | 備注 |
| ---------------------------------------------------------------------- | --- |
| 第一代公爵的合法男嗣                                                   | 1703年起絕嗣（第一代公爵的所有男嗣均無後代，並先於公爵去世） |
| 第一代公爵之長女，及她所生的所有合法男嗣                               | 長女亨利耶塔作爲第二代女公爵繼承爵位，但1731年時她的所有男嗣均已去世 |
| 第一代公爵之次女及其他女兒（依年齡排序），及她們所生的所有合法男嗣     | 次女安妮之次子繼承爵位，為現今分支 三女伊麗莎白的男嗣在1718/19年絕嗣 四女瑪麗的男嗣在1727年絕嗣                                                                                 |
| 第一代公爵長女之長女，及她所生的所有合法男嗣                           | 瑪嘉烈·戈多爾芬早逝 |
| 第一代公爵長女之次女及其他女兒（依年齡排序），及她們所生的所有合法男嗣 | 亨利耶塔·戈多爾芬無嗣 瑪麗·戈多爾芬的男嗣在1964年絕嗣 |
| 第一代公爵其他女兒之女兒（依年齡排序），及她們所生的所有合法男嗣       | 安妮·斯賓塞的男嗣在1802年絕嗣 戴安娜·斯賓塞的男嗣在1732年絕嗣 安妮·艾格頓的男嗣仍存，與第三代澤西伯爵的男嗣相同 伊莎貝拉·蒙塔居的男嗣在1787年絕嗣 瑪麗·蒙塔居的男嗣在1770年絕嗣 |
| 未來所有後代均依照類似規則訂立繼承次序，以確保爵位永不絕嗣。           | |

因所有合資格繼承人已去世，第一和第二條規則已經失效。從第三代公爵起，迄今歷代公爵均以第三條規則繼承爵位。
現在公爵爵位基本上只會由斯賓塞家族的男嗣繼承，但若斯賓塞家族中的公爵和子爵兩個分支均無男性後代的話，爵位則會按照第六條規則傳至澤西伯爵一脈。澤西伯爵為澤西伯爵夫人安妮·維利爾斯的後代，而安妮本身則爲第一代公爵三女，布里奇沃特公爵夫人伊麗莎白·艾格頓之女。
澤西伯爵一脈之後的繼承人則是巴克盧公爵一脈，為第一代公爵幼女，蒙塔居公爵夫人瑪麗·丘吉爾之女，卡迪根伯爵夫人瑪麗·蒙塔居之女巴克盧公爵夫人伊麗莎白·蒙塔居的後代。繼巴克盧公爵之後則是奇切斯特伯爵一脈，為第一代公爵最年長的玄孫女，奇切斯特伯爵夫人瑪麗·亨利耶塔·奧斯本的後代。瑪麗·奧斯本為第二代馬爾博羅女公爵長女，利茲公爵夫人瑪麗·戈多爾芬獨子，第五代利茲公爵弗朗西斯·奧斯本之長女。

## 繼承順序
- 第一代馬爾博羅公爵約翰·丘吉爾（1650－1722年）
  - 第二代馬爾博羅女公爵亨利耶塔·戈多爾芬（英语：Harriet Pelham-Holles, Duchess of Newcastle-upon-Tyne）（1681－1733年）
  - 桑德蘭伯爵夫人安妮·斯賓塞（英语：Anne Spencer, Countess of Sunderland (1683–1716)）（1683－1716年）
    - 第三代马尔博罗公爵查尔斯·斯宾塞（1706－1758年）
      - 第四代馬爾博羅公爵喬治·斯賓塞（英语：George Spencer, 4th Duke of Marlborough）（1739－1817年）
        - 第五代馬爾博羅公爵喬治·斯賓塞-丘吉爾（英语：George Spencer-Churchill, 5th Duke of Marlborough）（1766－1840年）
          - 第六代馬爾博羅公爵喬治·斯賓塞-丘吉爾（英语：George Spencer-Churchill, 6th Duke of Marlborough）（1793－1857年）
            - 第七代馬爾博羅公爵約翰·斯賓塞-丘吉爾（英语：John Spencer-Churchill, 7th Duke of Marlborough）（1822－1883年）
              - 第八代馬爾博羅公爵喬治·斯賓塞-丘吉爾（英语：George Spencer-Churchill, 8th Duke of Marlborough）（1844－1892年）
                - 第九代馬爾博羅公爵查理斯·斯賓塞-丘吉爾（英语：Charles Spencer-Churchill, 9th Duke of Marlborough）（1871－1934年）
                  - 第十代馬爾博羅公爵約翰·斯賓塞-丘吉爾（英语：John Spencer-Churchill, 10th Duke of Marlborough）（1897－1972年）
                    - 第十一代馬爾博羅公爵約翰·斯賓塞-丘吉爾（英语：John Spencer-Churchill, 11th Duke of Marlborough）（1926－2014年）
                      - 第十二代馬爾博羅公爵詹姆斯·斯賓塞-丘吉爾（1955年生）
                        - (1)布蘭福德侯爵喬治·斯賓塞-丘吉爾（英语：George Spencer-Churchill, Marquess of Blandford）（1992年生）
                        - (2)卡斯帕·斯賓塞-丘吉爾勳爵（2008年生）2

                      - (3)愛德華·斯賓塞-丘吉爾勳爵（1974年生）2

                    - 查理斯·斯賓塞-丘吉爾勳爵（1940－2016年）
                      - (4)魯珀特·斯賓塞-丘吉爾（1971年生）2
                      - (5)多米尼克·斯賓塞-丘吉爾（1979年生）2
                        - (6)伊沃·斯賓塞-丘吉爾（2014年生）

                      - (7)亞歷山大·斯賓塞-丘吉爾（1983年生）2

                  - 伊沃·斯賓塞-丘吉爾勳爵（英语：Lord Ivor Spencer-Churchill）（1898－1956年）
                    - (8)羅伯特·斯賓塞-丘吉爾（1954年生）
                      - (9)約翰·斯賓塞-丘吉爾（1984年生）
                      - (10)伊沃·斯賓塞-丘吉爾（1986年生）

              - 倫道夫·斯賓塞-邱吉爾勳爵（1849－1895年）
                - 溫斯頓·邱吉爾爵士（1874－1965年）
                  - 倫道夫·斯賓塞-丘吉爾（英语：Randolph Churchill）（1911－1968年）
                    - 溫斯頓·斯賓塞-邱吉爾（英语：Winston Churchill (1940–2010)）（1940－2010年）
                      - (11)倫道夫·斯賓塞-丘吉爾（1965年生）
                        - (12)約翰·斯賓塞-丘吉爾（2007年生）

                      - (13)約翰·斯賓塞-丘吉爾（1975年生）
                        - (14)愛德華·斯賓塞-丘吉爾（2008年生）
                        - (15)亞歷山大·斯賓塞-丘吉爾（2014年生）

                - 約翰·斯賓塞-丘吉爾（英语：Jack Churchill (1880–1947)）（1880－1947年）
                  - 約翰·斯賓塞-丘吉爾（英语：John Spencer-Churchill (artist)）（1909－1992年）
                  - 亨利·斯賓塞-丘吉爾（1913－2002年）

        - 第一代丘吉爾男爵弗朗西斯·斯賓塞（英语：Francis Spencer, 1st Baron Churchill）（1779－1845年）
          - 奧古斯都·斯賓塞（英语：Augustus Spencer）（1807－1893年）
            - 奧古斯都·斯賓塞（1851－1912年）
              - 理查德·斯賓塞（1888－1956年）
                - 第六代丘吉爾男爵理查德·斯賓塞（1926－2020年）
                  - (16)第七代丘吉爾男爵米高·斯賓塞（1960年生）
                  - (17)大衛·斯賓塞（1970年生）

          - 威廉·斯賓塞（1810－1900年）
            - 威廉·斯賓塞（1838－1923年）
              - 約翰·斯賓塞（1881－1952年）
                - 約翰·斯賓塞（1917－1967年）
                  - (18)約翰·斯賓塞（1957年生）
                    - (19)查理斯·斯賓塞（1990年生）

          - 查理斯·斯賓塞（1824－1895年）
            - 查理斯·斯賓塞（1848－1922年）
              - 弗朗西斯·斯賓塞（1881－1972年）
                - 弗朗西斯·斯賓塞（1917－1989年）
                  - (20)菲利普·斯賓塞（1966年生）

      - 查理斯·斯賓塞勳爵（英语：Lord Charles Spencer）（1740－1820年）
        - 約翰·斯賓塞（1767－1831年）
          - 弗雷德里克·斯賓塞（1796－1831年）
            - 查理斯·斯賓塞（1827－1898年）
              - 查理斯·斯賓塞爵士（1869－1934年）
                - 約翰·斯賓塞（1907－1977年）
                  - (21)羅伯特·斯賓塞（1944年生）
                    - (22)埃德蒙·斯賓塞（1991年生）

                - 查理斯·斯賓塞（1909－1963年）
                  - (23)皮爾斯·斯賓塞（1963年生）

    - 約翰·斯賓塞（英语：John Spencer (British politician)）（1708－1746年）
      - 第一代斯賓塞伯爵約翰·斯賓塞（英语：John Spencer, 1st Earl Spencer）（1734－1783年）
        - 第二代斯賓塞伯爵喬治·斯賓塞（英语：George Spencer, 2nd Earl Spencer）（1758－1834年）
          - 第三代斯賓塞伯爵約翰·斯賓塞（英语：John Spencer, 3rd Earl Spencer）（1782－1845年）
          - 理查德·斯賓塞（1789－1791年）
          - 羅伯特·卡文迪許·斯賓塞爵士（英语：Robert Cavendish Spencer）（1791－1830年）
          - 威廉·斯賓塞（1792-1792年）
          - 第四代斯賓塞伯爵弗雷德里克·斯賓塞（英语：Frederick Spencer, 4th Earl Spencer）（1798－1857年）
            - 第五代斯賓塞伯爵約翰·斯賓塞（英语：John Spencer, 5th Earl Spencer）（1835－1910年）
            - 第六代斯賓塞伯爵查理斯·斯賓塞（英语：Charles Spencer, 6th Earl Spencer）（1857－1922年）
              - 第七代斯賓塞伯爵阿爾伯特·斯賓塞（英语：Albert Spencer, 7th Earl Spencer）（1892－1975年）
                - 第八代斯賓塞伯爵約翰·斯賓塞（英语：John Spencer, 8th Earl Spencer）（1924－1992年）
                  - 約翰·斯賓塞（1960－1960年）
                  - 威爾斯王妃戴安娜（1961－1997年）
                  - (24) 第九代斯賓塞伯爵查理斯·斯賓塞（英语：Charles Spencer, 9th Earl Spencer）（1964年生）
                    - (25)奧爾索普子爵路易斯·斯賓塞（英语：Louis Spencer, Viscount Althorp）（1994年生）
                    - (26)埃德蒙·斯賓塞（2003年生）

              - 喬治·斯賓塞（1903－1982年）
                - (27)喬治·斯賓塞（1932年生）

  - 伊麗莎白·丘吉爾（1687－1714年）
    - 安妮·艾格頓（英语：Anne Russell, Duchess of Bedford）（1705－1762年）
      - 第四代澤西伯爵喬治·維利爾斯（英语：George Villiers, 4th Earl of Jersey）（1735－1805年）
        - 第五代澤西伯爵喬治·查德·維利爾斯（英语：George Child Villiers, 5th Earl of Jersey）（1773－1859年）
          - 第六代澤西伯爵喬治·查德·維利爾斯（英语：George Child Villiers, 6th Earl of Jersey）（1808－1859年）
            - 第七代澤西伯爵維多·查德·維利爾斯（英语：Victor Child Villiers, 7th Earl of Jersey）（1845－1915年）
              - 第八代澤西伯爵喬治·查德·維利爾斯（英语：George Child Villiers, 8th Earl of Jersey）（1873－1923年）
                - 第九代澤西伯爵喬治·查德·維利爾斯（英语：George Child Villiers, 9th Earl of Jersey）（1910－1998年）
                  - 維利爾斯子爵喬治·查德-維利爾斯（英语：George Child-Villiers, Viscount Villiers）（1948－1998年）
                    -  (28)第十代澤西伯爵威廉·查德-維利爾斯（英语：William Child-Villiers, 10th Earl of Jersey）（1976年生）2
                      - (29)維利爾斯子爵喬治·查德-維利爾斯（2015年生）
                      - (30)杰米·查德-維利爾斯（1994年生）3

                - 愛德華·查德-維利爾斯（1913－1980年）
                  - (31)愛德華·查德-維利爾斯（1935年生）
                    - (32)亞歷山大·查德-維利爾斯（1961年生）
                      - (33)弗雷德里克·查德-維利爾斯（1990年生）
                      - (34)威廉·查德-維利爾斯（2003年生）

                  - (35)喬治·查德-維利爾斯（1947年生）

| 標記 | 備注               |
| ---- | ------------------ |
| 2    | 再婚所生子女       |
| 3    | 第三次婚姻所生子女 |

## 公爵其他頭銜

### 次等爵位
馬爾博羅公爵持有多個次等爵位，包括：布蘭福德侯爵（1702年授予約翰·丘吉爾）、桑德蘭伯爵（1643年授予斯賓塞家族）、馬爾博羅伯爵（1689年授予約翰·丘吉爾）、沃姆萊頓的斯賓塞男爵（1603年授予斯賓塞家族），和桑德里奇的丘吉爾男爵（1685年授予約翰·丘吉爾），均屬英格蘭爵位。布蘭福德侯爵現爲公爵長子的禮遇頭銜，長子的長子則可使用桑德蘭伯爵為禮稱，其長子則可使用沃姆萊頓的斯賓塞男爵為禮稱。
馬爾博羅伯爵此爵位曾於1626年授予詹姆斯·萊伊，但爵位在1679年絕嗣。

### 外國頭銜
第一代公爵除了持有英國爵位外，也一度持有神聖羅馬帝國的頭銜和領地：利奧波德一世在1704年賜予公爵「神聖羅馬帝國親王」一銜，其繼承者約瑟夫一世則在1705年封第一代公爵為明德爾海姆大公，領有明德爾海姆（曾爲著名軍人格奧爾格·馮·弗倫茲貝格之封邑）。公爵在1714年因烏得勒支和約被迫將明德爾海姆交還給巴伐利亞。作爲交換，他取得屬奧地利的内倫堡伯國（今施托卡赫），但因爲奧地利法律禁止將伯國升為公國，所以頭銜只能是内倫堡領地伯爵。所有屬於神聖羅馬帝國的頭銜和領地均在第一代公爵死後絕嗣（神聖羅馬帝國所施行的薩利克法禁止女性繼承）。

## 紋章

### 丘吉爾家族紋章
丘吉爾家族的紋章盾紋主體是黑底上一躍立白獅。1662年前，白獅上會再加一紅色斜條以茲識別。第一代公爵之父溫斯頓·邱吉爾爵士（1620－1688年）為保王派成員，在内戰時期於查理一世麾下任職騎兵隊長，及後更擔任國會議員支持查理二世施政。爲此丘吉爾在1662年獲御准在紋章左上角加上圣乔治十字以取代原有的紅色斜條。紋章飾章為俯伏並面向視者的銀獅，其右爪持有一金色旗杆紅旗，紅旗上有一手掌。

### 第一代公爵之紋章
在溫斯頓去世後，第一代公爵約翰繼承其父親之紋章，但作出少量改動以符合他作爲公爵的身份地位：在紋章上加上帶格栅的盔飾，並於兩側加上扶盾。兩側扶盾分別為獅鷲（英語：Griffin）和飛龍（英語：Wyvern），後者取自丘吉爾的母系家族，阿什莊園的德雷克家族之紋章——銀底上一紅色飛龍。
紋章的銘言為「Fiel pero desdichado」，西班牙語中的「忠誠但不幸」。丘吉爾也獲准在紋章中使用公爵冠冕以代表自己地位。
當第一代公爵在1705年獲封為神聖羅馬帝國親王後，他的紋章便再加上雙頭鷹作為扶盾及在公爵冠冕上方加上親王冠冕，並在盾紋中插入額外圖記以代表公爵於神聖羅馬帝國境内的領土，如明德尔海姆等地。

### 斯賓塞-丘吉爾家族紋章
斯賓塞家族的紋章盾紋是銀紅四等分，在第二和第三分區有一金色網飾，並在盾紋上加一黑色斜條，斜條上有三隻扇貝貝殼。紋章飾章則為在公爵冠冕之上一獅鷲頭，兩翅伸展，頸戴兩紅色頸圈。第五代公爵在1817年獲御准將丘吉爾家族的紋章置於斯賓塞家族的紋章之前，以强調他們是第一代公爵的後裔，也獲准在盾頂中加上代表伍德斯托克府邸的紋章，即圣乔治十字上一法國紋章（藍底上三隻百合花飾）。其後歷代馬爾博羅公爵均使用此紋章。

### 銘言
馬爾博羅公爵的銘言為「Fiel pero desdichado」，即西班牙語中的「忠誠但不幸」。「Desdichado」一詞可解作「沒有幸福」或「沒有喜悅」，暗指第一代公爵之父溫斯頓雖於内戰時期忠於查理一世，但當内戰結束後卻只獲查理二世冊封為騎士，並未獲得賞賜以彌補他及其他保王派成員在内戰期間的損失。

### 紋章圖集

原丘吉爾家族紋章
第一代公爵之父溫斯頓·邱吉爾爵士的紋章
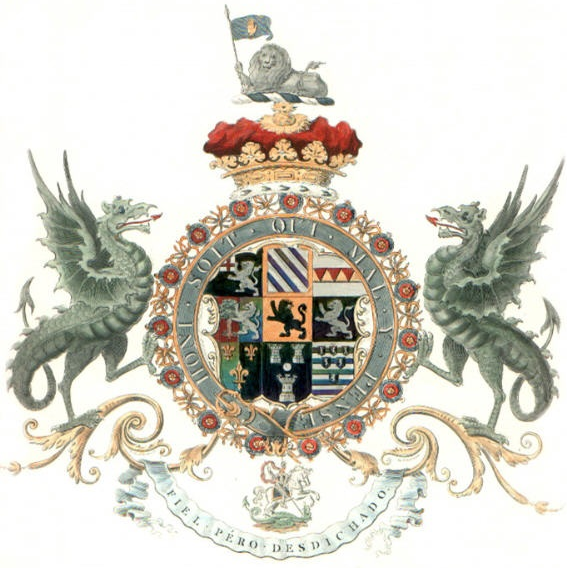
第一代公爵約翰·丘吉爾之紋章，盾紋包括公爵於神聖羅馬帝國境内之領土
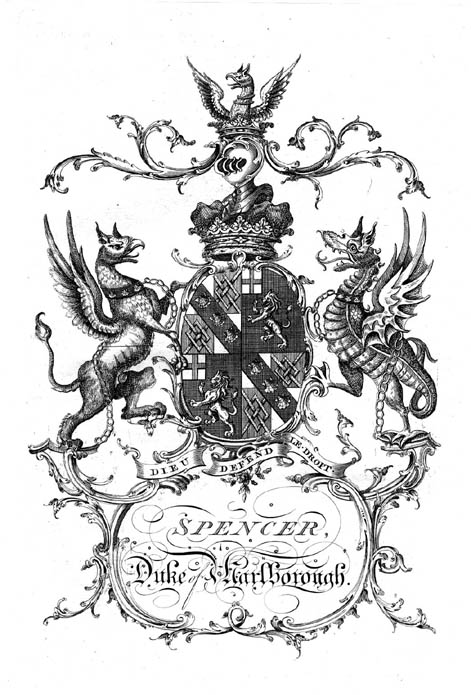
屬斯宾塞家族的马尔博罗公爵在改姓氏為「斯賓塞-丘吉爾」前采用的紋章
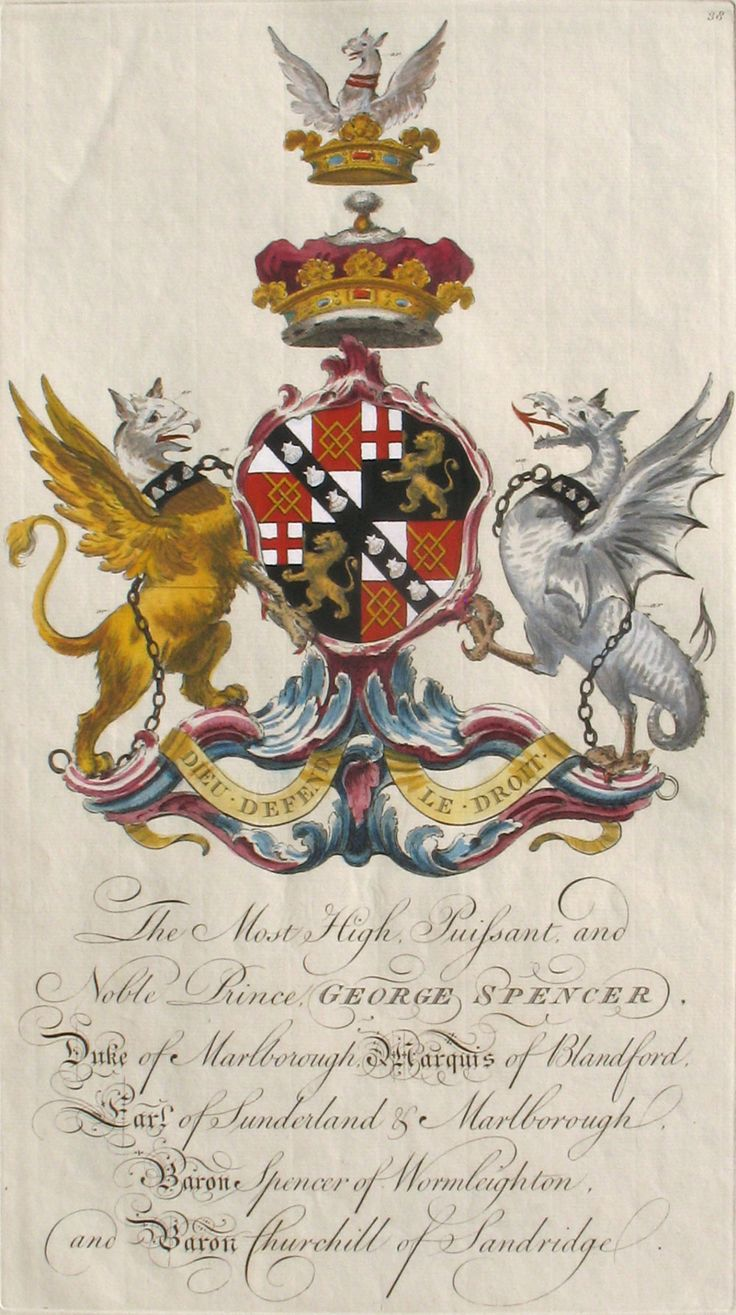
第四代馬爾博羅公爵喬治·斯賓塞（英语：George Spencer, 4th Duke of Marlborough）之紋章
1817年起馬爾博羅公爵使用的紋章
温斯顿·丘吉尔（及其他斯賓塞-丘吉爾家族成員）作爲平民所用的紋章
温斯顿·丘吉尔在獲贈嘉德勳章後所用的紋章

### 紋章
|  | 採用日期1817年 冠冕公爵冠冕（於盾紋之上） 親王冠冕（於雙頭鷹之上） 飾章左：俯伏並面向視者的銀獅，右爪持一金旗杆紅旗，紅旗上有一手掌。（丘吉爾） 右：公爵冠冕之上一獅鷲頭，兩翅伸展，頸戴兩紅色頸圈。（斯宾塞） 盾紋四等分——第一和第四分區：黑底上一躍立白獅，左上角一白底紅十字（丘吉爾）；第二和第三分區：銀紅四等分，第二和第三小分區有一金色網飾，全分區上一黑色斜條，斜條上三隻扇貝貝殼（斯宾塞）；盾頂上一小紋章——白底紅十字中内含一藍底三朵金百合。 扶盾者左右均爲一紅飛龍，翅尖向上 置於盾紋之後為神聖羅馬帝國之雙頭鷹 銘言FIEL PERO DESDICHADO |

## 爵位持有者列表

### 馬爾博羅伯爵，第一次冊封（1626－1679年）
馬爾博羅伯爵從1629年創設至1679年第四代伯爵絕嗣，一直由萊伊家族持有。第一代伯爵詹姆斯·萊伊（約1550－1629年）曾任愛爾蘭及英格蘭皇座法庭首席法官，於1624年至1628年間更擔任英格蘭庫務大臣。萊伊於1624年獲封萊伊男爵及在1626年獲加封為馬爾博羅伯爵。其孫第三代伯爵詹姆斯（1618－1665年）在第二次英荷戰爭中戰死無嗣，爵位遂由第一代伯爵之幼子威廉繼承。爵位在1679年因威廉逝世而絕嗣。

### 馬爾博羅伯爵，第二次冊封（1689年）
其他爵位：伯立克郡艾茅斯的丘吉爾勳爵（1682年冊封，屬蘇格蘭貴族）和赫特福德郡桑德里奇的丘吉爾男爵（1685年冊封，屬英格蘭貴族）
- 第一代馬爾博羅伯爵約翰·丘吉爾（1650－1722年），於1702年獲封馬爾博羅公爵

### 馬爾博羅公爵（1702年）

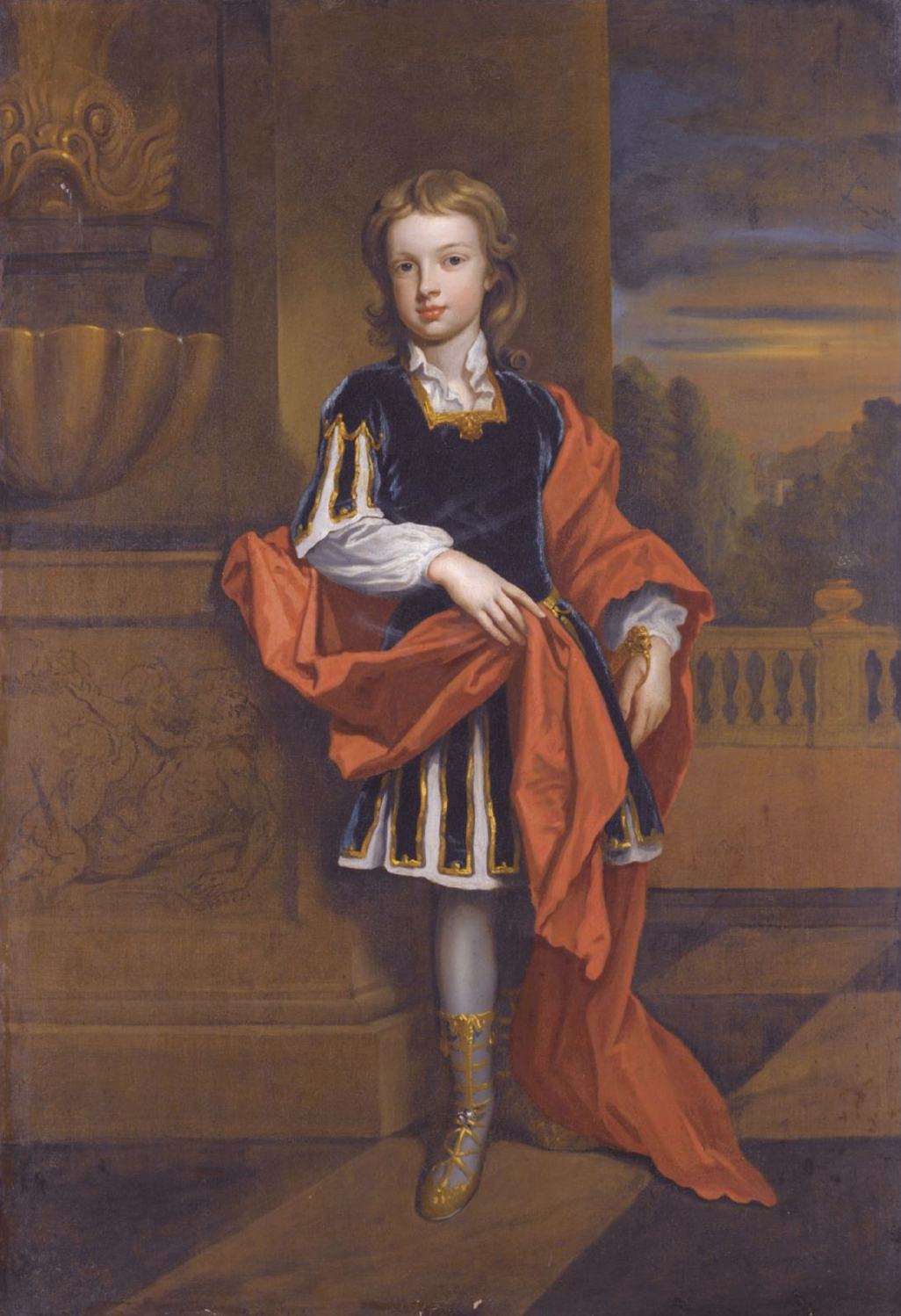
布蘭福德侯爵約翰·丘吉爾（1686－1703年）

其他爵位：布蘭福德侯爵（1702年冊封，屬英格蘭貴族），威爾特郡的馬爾博羅伯爵（1689年冊封，屬英格蘭貴族）和赫特福德郡桑德里奇的丘吉爾男爵（1685年冊封，屬英格蘭貴族）
第一代公爵所持額外其他爵位：伯立克郡艾茅斯的丘吉爾勳爵（1682年冊封，屬蘇格蘭貴族）
- 第一代馬爾博羅公爵約翰·丘吉爾（1650年－1722年），军事家和政治家
  - 布蘭福德侯爵約翰·丘吉爾（英语：John Churchill, Marquess of Blandford）（1686年－1703年），第一代公爵之長子，早逝
  - 第二代馬爾博羅女公爵亨麗埃塔·戈多爾芬（1681年－1733年），第一代公爵之長女，因1706年通過的國會法案繼承爵位
    - 布蘭福德侯爵威廉·戈多爾芬（英语：William Godolphin, Marquess of Blandford）（1700年－1731年），第二代女公爵之長子，無嗣

  - 桑德蘭伯爵夫人安妮·斯賓塞（英语：Anne Spencer, Countess of Sunderland (1683-1716)）（原名安妮·丘吉爾；1683年－1716年），第一代公爵之次女，嫁與第三代桑德兰伯爵查尔斯·斯宾塞並有男嗣，早於其姊去世。第三代公爵起所持額外其他爵位：桑德兰伯爵（1643年冊封，屬英格蘭貴族）和沃姆萊頓的斯賓塞男爵（1729年冊封，屬英格蘭貴族）

- 第三代马尔博罗公爵查尔斯·斯宾塞（1706年－1758年），第五代桑德兰伯爵，安妮·斯賓塞之子
- 第四代馬爾博羅公爵喬治·史賓賽（1739年－1817年），第三代公爵之子
- 第五代馬爾博羅公爵喬治·史賓賽-邱吉爾（1766年－1840年），第四代公爵之子
- 第六代馬爾博羅公爵喬治·史賓賽-邱吉爾（1793年－1857年），第五代公爵之子
- 第七代馬爾博羅公爵約翰·史賓賽-邱吉爾（1822年－1883年），第六代公爵之子，英國首相溫斯頓·邱吉爾之祖父
- 第八代馬爾博羅公爵喬治·史賓賽-邱吉爾（1844年－1892年），第七代公爵之子
- 第九代馬爾博羅公爵查爾斯·史賓賽-邱吉爾（1871年－1934年），第八代公爵之子
- 第十代馬爾博羅公爵約翰·史賓賽-邱吉爾（1897年－1972年），第九代公爵之子
- 第十一代馬爾博羅公爵約翰·史賓賽-邱吉爾（1926年－2014年），第十代公爵之子
- 第十二代馬爾博羅公爵詹姆斯·斯賓塞-邱吉爾（1955年生），第十一代公爵之子

爵位繼承人為第十二代公爵之長子，布蘭福德侯爵喬治·斯賓塞-丘吉爾（1992年生）。

## 家族譜系圖

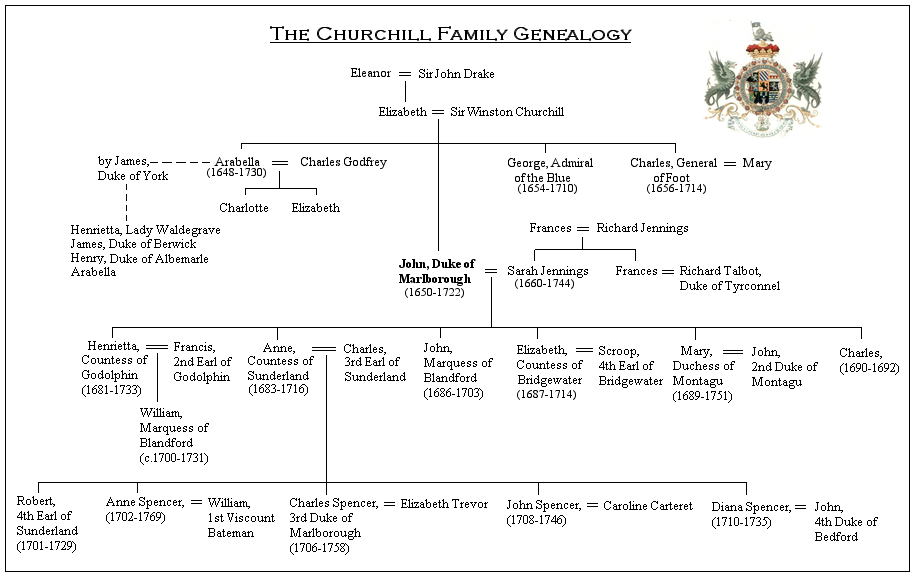
第一代公爵之譜系圖

|                                             |                                             |                                             |                                             |                                             |                                             |                                                       |                                                       |                                                       |                                                       |                                                       |                                                       |                                                 |                                                 |                                                       |                                                       | 艾茅斯的丘吉爾勳爵（蘇格蘭），1682年 桑德里奇的丘吉爾男爵，1685年 馬爾博羅伯爵，1689年 馬爾博羅公爵，1702年 明德爾海姆大公（神聖羅馬帝國），1705－1714年 內倫堡領地伯爵（神聖羅馬帝國），1714年 |                                                                      |                                                                      |                                                                      |                                                                      |                                                                      |  |  |                                                                       |                                                                       |                                                                       |                                                                       |                                                                       |                                                                       |  |  |                                             |                                             |                                             |                                             |                                             |                                             |  |  |                                           |                                           |                                           |                                           |                                           |                                           |  |  |  |  |  |  |
|                                             |                                             |                                             |                                             |                                             |                                             |                                                       |                                                       |                                                       |                                                       |                                                       |                                                       |                                                 |                                                 |                                                       |                                                       | 約翰·丘吉爾 第一代馬爾博羅公爵 （1650－1722年） |                                                                      |                                                                      |                                                                      |                                                                      |                                                                      |  |  |                                                                       |                                                                       |                                                                       |                                                                       |                                                                       |                                                                       |  |  |                                             |                                             |                                             |                                             |                                             |                                             |  |  |                                           |                                           |                                           |                                           |                                           |                                           |  |  |  |  |  |  |
|                                             |                                             |                                             |                                             |                                             |                                             |                                                       |                                                       |                                                       |                                                       |                                                       |                                                       |                                                 |                                                 |                                                       |                                                       | |                                                                      |                                                                      |                                                                      |                                                                      |                                                                      |  |  |                                                                       |                                                                       |                                                                       |                                                                       |                                                                       |                                                                       |  |  |                                             |                                             |                                             |                                             |                                             |                                             |  |  |                                           |                                           |                                           |                                           |                                           |                                           |  |  |  |  |  |  |
|                                             |                                             |                                             |                                             |                                             |                                             |                                                       |                                                       |                                                       |                                                       |                                                       |                                                       |                                                 |                                                 |                                                       |                                                       | |                                                                      |                                                                      |                                                                      |                                                                      |                                                                      |  |  |                                                                       |                                                                       |                                                                       |                                                                       |                                                                       |                                                                       |  |  |                                             |                                             |                                             |                                             |                                             |                                             |  |  |                                           |                                           |                                           |                                           |                                           |                                           |  |  |  |  |  |  |
| 戈多爾芬伯爵                                | 戈多爾芬伯爵                                | 戈多爾芬伯爵                                | 戈多爾芬伯爵                                | 戈多爾芬伯爵                                | 戈多爾芬伯爵                                |                                                       |                                                       |                                                       |                                                       |                                                       |                                                       |                                                 |                                                 |                                                       |                                                       | 桑德蘭伯爵 | 桑德蘭伯爵                                                           | 桑德蘭伯爵                                                           | 桑德蘭伯爵                                                           | 桑德蘭伯爵                                                           | 桑德蘭伯爵                                                           |  |  |                                                                       |                                                                       |                                                                       |                                                                       |                                                                       |                                                                       |  |  |                                             |                                             |                                             |                                             |                                             |                                             |  |  |                                           |                                           |                                           |                                           |                                           |                                           |  |  |  |  |  |  |
| 戈多爾芬伯爵                                | 戈多爾芬伯爵                                | 戈多爾芬伯爵                                | 戈多爾芬伯爵                                | 戈多爾芬伯爵                                | 戈多爾芬伯爵                                | 弗朗西斯·戈多爾芬 第二代戈多爾芬伯爵 （1678－1766年） | 弗朗西斯·戈多爾芬 第二代戈多爾芬伯爵 （1678－1766年） | 弗朗西斯·戈多爾芬 第二代戈多爾芬伯爵 （1678－1766年） | 弗朗西斯·戈多爾芬 第二代戈多爾芬伯爵 （1678－1766年） | 弗朗西斯·戈多爾芬 第二代戈多爾芬伯爵 （1678－1766年） | 弗朗西斯·戈多爾芬 第二代戈多爾芬伯爵 （1678－1766年） |                                                 |                                                 | 亨利耶塔·丘吉爾 第二代馬爾博羅女公爵 （1681－1733年） | 亨利耶塔·丘吉爾 第二代馬爾博羅女公爵 （1681－1733年） | 亨利耶塔·丘吉爾 第二代馬爾博羅女公爵 （1681－1733年） | 亨利耶塔·丘吉爾 第二代馬爾博羅女公爵 （1681－1733年）                | 亨利耶塔·丘吉爾 第二代馬爾博羅女公爵 （1681－1733年）                | 亨利耶塔·丘吉爾 第二代馬爾博羅女公爵 （1681－1733年）                | 桑德蘭伯爵                                                           | 桑德蘭伯爵                                                           |  |  | 查尔斯·斯宾塞 第三代桑德兰伯爵 （1675－1722年）                       | 查尔斯·斯宾塞 第三代桑德兰伯爵 （1675－1722年）                       | 查尔斯·斯宾塞 第三代桑德兰伯爵 （1675－1722年）                       | 查尔斯·斯宾塞 第三代桑德兰伯爵 （1675－1722年）                       | 查尔斯·斯宾塞 第三代桑德兰伯爵 （1675－1722年）                       | 查尔斯·斯宾塞 第三代桑德兰伯爵 （1675－1722年）                       |  |  | 安妮·丘吉爾 桑德蘭伯爵夫人 （1683－1716年） | 安妮·丘吉爾 桑德蘭伯爵夫人 （1683－1716年） | 安妮·丘吉爾 桑德蘭伯爵夫人 （1683－1716年） | 安妮·丘吉爾 桑德蘭伯爵夫人 （1683－1716年） | 安妮·丘吉爾 桑德蘭伯爵夫人 （1683－1716年） | 安妮·丘吉爾 桑德蘭伯爵夫人 （1683－1716年） |  |  | 約翰·丘吉爾 布蘭福德侯爵 （1686－1703年） | 約翰·丘吉爾 布蘭福德侯爵 （1686－1703年） | 約翰·丘吉爾 布蘭福德侯爵 （1686－1703年） | 約翰·丘吉爾 布蘭福德侯爵 （1686－1703年） | 約翰·丘吉爾 布蘭福德侯爵 （1686－1703年） | 約翰·丘吉爾 布蘭福德侯爵 （1686－1703年） |  |  |  |  |  |  |
|                                             |                                             |                                             |                                             |                                             |                                             | 弗朗西斯·戈多爾芬 第二代戈多爾芬伯爵 （1678－1766年） | 弗朗西斯·戈多爾芬 第二代戈多爾芬伯爵 （1678－1766年） | 弗朗西斯·戈多爾芬 第二代戈多爾芬伯爵 （1678－1766年） | 弗朗西斯·戈多爾芬 第二代戈多爾芬伯爵 （1678－1766年） | 弗朗西斯·戈多爾芬 第二代戈多爾芬伯爵 （1678－1766年） | 弗朗西斯·戈多爾芬 第二代戈多爾芬伯爵 （1678－1766年） |                                                 |                                                 | 亨利耶塔·丘吉爾 第二代馬爾博羅女公爵 （1681－1733年） | 亨利耶塔·丘吉爾 第二代馬爾博羅女公爵 （1681－1733年） | 亨利耶塔·丘吉爾 第二代馬爾博羅女公爵 （1681－1733年） | 亨利耶塔·丘吉爾 第二代馬爾博羅女公爵 （1681－1733年）                | 亨利耶塔·丘吉爾 第二代馬爾博羅女公爵 （1681－1733年）                | 亨利耶塔·丘吉爾 第二代馬爾博羅女公爵 （1681－1733年）                |                                                                      |                                                                      |  |  | 查尔斯·斯宾塞 第三代桑德兰伯爵 （1675－1722年）                       | 查尔斯·斯宾塞 第三代桑德兰伯爵 （1675－1722年）                       | 查尔斯·斯宾塞 第三代桑德兰伯爵 （1675－1722年）                       | 查尔斯·斯宾塞 第三代桑德兰伯爵 （1675－1722年）                       | 查尔斯·斯宾塞 第三代桑德兰伯爵 （1675－1722年）                       | 查尔斯·斯宾塞 第三代桑德兰伯爵 （1675－1722年）                       |  |  | 安妮·丘吉爾 桑德蘭伯爵夫人 （1683－1716年） | 安妮·丘吉爾 桑德蘭伯爵夫人 （1683－1716年） | 安妮·丘吉爾 桑德蘭伯爵夫人 （1683－1716年） | 安妮·丘吉爾 桑德蘭伯爵夫人 （1683－1716年） | 安妮·丘吉爾 桑德蘭伯爵夫人 （1683－1716年） | 安妮·丘吉爾 桑德蘭伯爵夫人 （1683－1716年） |  |  | 約翰·丘吉爾 布蘭福德侯爵 （1686－1703年） | 約翰·丘吉爾 布蘭福德侯爵 （1686－1703年） | 約翰·丘吉爾 布蘭福德侯爵 （1686－1703年） | 約翰·丘吉爾 布蘭福德侯爵 （1686－1703年） | 約翰·丘吉爾 布蘭福德侯爵 （1686－1703年） | 約翰·丘吉爾 布蘭福德侯爵 （1686－1703年） |  |  |  |  |  |  |
|                                             |                                             |                                             |                                             |                                             |                                             |                                                       |                                                       |                                                       |                                                       |                                                       |                                                       |                                                 |                                                 |                                                       |                                                       | |                                                                      |                                                                      |                                                                      |                                                                      |                                                                      |  |  |                                                                       |                                                                       |                                                                       |                                                                       |                                                                       |                                                                       |  |  |                                             |                                             |                                             |                                             |                                             |                                             |  |  |                                           |                                           |                                           |                                           |                                           |                                           |  |  |  |  |  |  |
|                                             |                                             |                                             |                                             |                                             |                                             |                                                       |                                                       |                                                       |                                                       |                                                       |                                                       |                                                 |                                                 |                                                       |                                                       | |                                                                      |                                                                      |                                                                      |                                                                      |                                                                      |  |  |                                                                       |                                                                       |                                                                       |                                                                       |                                                                       |                                                                       |  |  |                                             |                                             |                                             |                                             |                                             |                                             |  |  |                                           |                                           |                                           |                                           |                                           |                                           |  |  |  |  |  |  |
| 威廉·戈多爾芬 布蘭福德侯爵 （1700－1731年） | 威廉·戈多爾芬 布蘭福德侯爵 （1700－1731年） | 威廉·戈多爾芬 布蘭福德侯爵 （1700－1731年） | 威廉·戈多爾芬 布蘭福德侯爵 （1700－1731年） | 威廉·戈多爾芬 布蘭福德侯爵 （1700－1731年） | 威廉·戈多爾芬 布蘭福德侯爵 （1700－1731年） |                                                       |                                                       | 羅伯特·斯宾塞 第四代桑德兰伯爵 （1701－1729年）       | 羅伯特·斯宾塞 第四代桑德兰伯爵 （1701－1729年）       | 羅伯特·斯宾塞 第四代桑德兰伯爵 （1701－1729年）       | 羅伯特·斯宾塞 第四代桑德兰伯爵 （1701－1729年）       | 羅伯特·斯宾塞 第四代桑德兰伯爵 （1701－1729年） | 羅伯特·斯宾塞 第四代桑德兰伯爵 （1701－1729年） |                                                       |                                                       | 查尔斯·斯宾塞 第五代桑德兰伯爵 第三代马尔博罗公爵 （1706－1758年） | 查尔斯·斯宾塞 第五代桑德兰伯爵 第三代马尔博罗公爵 （1706－1758年）   | 查尔斯·斯宾塞 第五代桑德兰伯爵 第三代马尔博罗公爵 （1706－1758年）   | 查尔斯·斯宾塞 第五代桑德兰伯爵 第三代马尔博罗公爵 （1706－1758年）   | 查尔斯·斯宾塞 第五代桑德兰伯爵 第三代马尔博罗公爵 （1706－1758年）   | 查尔斯·斯宾塞 第五代桑德兰伯爵 第三代马尔博罗公爵 （1706－1758年）   |  |  | 約翰·斯宾塞 （1708－1746年）                                          | 約翰·斯宾塞 （1708－1746年）                                          | 約翰·斯宾塞 （1708－1746年）                                          | 約翰·斯宾塞 （1708－1746年）                                          | 約翰·斯宾塞 （1708－1746年）                                          | 約翰·斯宾塞 （1708－1746年）                                          |  |  |                                             |                                             |                                             |                                             |                                             |                                             |  |  |                                           |                                           |                                           |                                           |                                           |                                           |  |  |  |  |  |  |
| 威廉·戈多爾芬 布蘭福德侯爵 （1700－1731年） | 威廉·戈多爾芬 布蘭福德侯爵 （1700－1731年） | 威廉·戈多爾芬 布蘭福德侯爵 （1700－1731年） | 威廉·戈多爾芬 布蘭福德侯爵 （1700－1731年） | 威廉·戈多爾芬 布蘭福德侯爵 （1700－1731年） | 威廉·戈多爾芬 布蘭福德侯爵 （1700－1731年） |                                                       |                                                       | 羅伯特·斯宾塞 第四代桑德兰伯爵 （1701－1729年）       | 羅伯特·斯宾塞 第四代桑德兰伯爵 （1701－1729年）       | 羅伯特·斯宾塞 第四代桑德兰伯爵 （1701－1729年）       | 羅伯特·斯宾塞 第四代桑德兰伯爵 （1701－1729年）       | 羅伯特·斯宾塞 第四代桑德兰伯爵 （1701－1729年） | 羅伯特·斯宾塞 第四代桑德兰伯爵 （1701－1729年） |                                                       |                                                       | 查尔斯·斯宾塞 第五代桑德兰伯爵 第三代马尔博罗公爵 （1706－1758年） | 查尔斯·斯宾塞 第五代桑德兰伯爵 第三代马尔博罗公爵 （1706－1758年）   | 查尔斯·斯宾塞 第五代桑德兰伯爵 第三代马尔博罗公爵 （1706－1758年）   | 查尔斯·斯宾塞 第五代桑德兰伯爵 第三代马尔博罗公爵 （1706－1758年）   | 查尔斯·斯宾塞 第五代桑德兰伯爵 第三代马尔博罗公爵 （1706－1758年）   | 查尔斯·斯宾塞 第五代桑德兰伯爵 第三代马尔博罗公爵 （1706－1758年）   |  |  | 約翰·斯宾塞 （1708－1746年）                                          | 約翰·斯宾塞 （1708－1746年）                                          | 約翰·斯宾塞 （1708－1746年）                                          | 約翰·斯宾塞 （1708－1746年）                                          | 約翰·斯宾塞 （1708－1746年）                                          | 約翰·斯宾塞 （1708－1746年）                                          |  |  |                                             |                                             |                                             |                                             |                                             |                                             |  |  |                                           |                                           |                                           |                                           |                                           |                                           |  |  |  |  |  |  |
|                                             |                                             |                                             |                                             |                                             |                                             |                                                       |                                                       |                                                       |                                                       |                                                       |                                                       |                                                 |                                                 |                                                       |                                                       | |                                                                      |                                                                      |                                                                      |                                                                      |                                                                      |  |  | 斯賓塞伯爵                                                            |                                                                       |                                                                       |                                                                       |                                                                       |                                                                       |  |  |                                             |                                             |                                             |                                             |                                             |                                             |  |  |                                           |                                           |                                           |                                           |                                           |                                           |  |  |  |  |  |  |
|                                             |                                             |                                             |                                             |                                             |                                             |                                                       |                                                       |                                                       |                                                       |                                                       |                                                       |                                                 |                                                 |                                                       |                                                       | 喬治·斯賓塞 第四代馬爾博羅公爵 （1739－1817年） | 喬治·斯賓塞 第四代馬爾博羅公爵 （1739－1817年）                      | 喬治·斯賓塞 第四代馬爾博羅公爵 （1739－1817年）                      | 喬治·斯賓塞 第四代馬爾博羅公爵 （1739－1817年）                      | 喬治·斯賓塞 第四代馬爾博羅公爵 （1739－1817年）                      | 喬治·斯賓塞 第四代馬爾博羅公爵 （1739－1817年）                      |  |  | 約翰·斯賓塞 第一代斯賓塞伯爵 （1734–1783年）                          | 約翰·斯賓塞 第一代斯賓塞伯爵 （1734–1783年）                          | 約翰·斯賓塞 第一代斯賓塞伯爵 （1734–1783年）                          | 約翰·斯賓塞 第一代斯賓塞伯爵 （1734–1783年）                          | 約翰·斯賓塞 第一代斯賓塞伯爵 （1734–1783年）                          | 約翰·斯賓塞 第一代斯賓塞伯爵 （1734–1783年）                          |  |  |                                             |                                             |                                             |                                             |                                             |                                             |  |  |                                           |                                           |                                           |                                           |                                           |                                           |  |  |  |  |  |  |
|                                             |                                             |                                             |                                             |                                             |                                             |                                                       |                                                       |                                                       |                                                       |                                                       |                                                       |                                                 |                                                 |                                                       |                                                       | 喬治·斯賓塞 第四代馬爾博羅公爵 （1739－1817年） | 喬治·斯賓塞 第四代馬爾博羅公爵 （1739－1817年）                      | 喬治·斯賓塞 第四代馬爾博羅公爵 （1739－1817年）                      | 喬治·斯賓塞 第四代馬爾博羅公爵 （1739－1817年）                      | 喬治·斯賓塞 第四代馬爾博羅公爵 （1739－1817年）                      | 喬治·斯賓塞 第四代馬爾博羅公爵 （1739－1817年）                      |  |  | 約翰·斯賓塞 第一代斯賓塞伯爵 （1734–1783年）                          | 約翰·斯賓塞 第一代斯賓塞伯爵 （1734–1783年）                          | 約翰·斯賓塞 第一代斯賓塞伯爵 （1734–1783年）                          | 約翰·斯賓塞 第一代斯賓塞伯爵 （1734–1783年）                          | 約翰·斯賓塞 第一代斯賓塞伯爵 （1734–1783年）                          | 約翰·斯賓塞 第一代斯賓塞伯爵 （1734–1783年）                          |  |  |                                             |                                             |                                             |                                             |                                             |                                             |  |  |                                           |                                           |                                           |                                           |                                           |                                           |  |  |  |  |  |  |
|                                             |                                             |                                             |                                             |                                             |                                             |                                                       |                                                       |                                                       |                                                       |                                                       |                                                       |                                                 |                                                 |                                                       |                                                       | |                                                                      |                                                                      |                                                                      |                                                                      |                                                                      |  |  |                                                                       |                                                                       |                                                                       |                                                                       |                                                                       |                                                                       |  |  |                                             |                                             |                                             |                                             |                                             |                                             |  |  |                                           |                                           |                                           |                                           |                                           |                                           |  |  |  |  |  |  |
|                                             |                                             |                                             |                                             |                                             |                                             |                                                       |                                                       |                                                       |                                                       |                                                       |                                                       |                                                 |                                                 |                                                       |                                                       | |                                                                      |                                                                      |                                                                      |                                                                      |                                                                      |  |  | 丘吉爾男爵                                                            |                                                                       |                                                                       |                                                                       |                                                                       |                                                                       |  |  |                                             |                                             |                                             |                                             |                                             |                                             |  |  |                                           |                                           |                                           |                                           |                                           |                                           |  |  |  |  |  |  |
|                                             |                                             |                                             |                                             |                                             |                                             |                                                       |                                                       |                                                       |                                                       |                                                       |                                                       |                                                 |                                                 |                                                       |                                                       | 喬治·斯賓塞-丘吉爾 第五代馬爾博羅公爵 （1766－1840年） | 喬治·斯賓塞-丘吉爾 第五代馬爾博羅公爵 （1766－1840年）               | 喬治·斯賓塞-丘吉爾 第五代馬爾博羅公爵 （1766－1840年）               | 喬治·斯賓塞-丘吉爾 第五代馬爾博羅公爵 （1766－1840年）               | 喬治·斯賓塞-丘吉爾 第五代馬爾博羅公爵 （1766－1840年）               | 喬治·斯賓塞-丘吉爾 第五代馬爾博羅公爵 （1766－1840年）               |  |  | 弗朗西斯·阿爾梅里克·斯賓塞 第一代丘吉爾男爵 （1779–1845年）           | 弗朗西斯·阿爾梅里克·斯賓塞 第一代丘吉爾男爵 （1779–1845年）           | 弗朗西斯·阿爾梅里克·斯賓塞 第一代丘吉爾男爵 （1779–1845年）           | 弗朗西斯·阿爾梅里克·斯賓塞 第一代丘吉爾男爵 （1779–1845年）           | 弗朗西斯·阿爾梅里克·斯賓塞 第一代丘吉爾男爵 （1779–1845年）           | 弗朗西斯·阿爾梅里克·斯賓塞 第一代丘吉爾男爵 （1779–1845年）           |  |  |                                             |                                             |                                             |                                             |                                             |                                             |  |  |                                           |                                           |                                           |                                           |                                           |                                           |  |  |  |  |  |  |
|                                             |                                             |                                             |                                             |                                             |                                             |                                                       |                                                       |                                                       |                                                       |                                                       |                                                       |                                                 |                                                 |                                                       |                                                       | 喬治·斯賓塞-丘吉爾 第五代馬爾博羅公爵 （1766－1840年） | 喬治·斯賓塞-丘吉爾 第五代馬爾博羅公爵 （1766－1840年）               | 喬治·斯賓塞-丘吉爾 第五代馬爾博羅公爵 （1766－1840年）               | 喬治·斯賓塞-丘吉爾 第五代馬爾博羅公爵 （1766－1840年）               | 喬治·斯賓塞-丘吉爾 第五代馬爾博羅公爵 （1766－1840年）               | 喬治·斯賓塞-丘吉爾 第五代馬爾博羅公爵 （1766－1840年）               |  |  | 弗朗西斯·阿爾梅里克·斯賓塞 第一代丘吉爾男爵 （1779–1845年）           | 弗朗西斯·阿爾梅里克·斯賓塞 第一代丘吉爾男爵 （1779–1845年）           | 弗朗西斯·阿爾梅里克·斯賓塞 第一代丘吉爾男爵 （1779–1845年）           | 弗朗西斯·阿爾梅里克·斯賓塞 第一代丘吉爾男爵 （1779–1845年）           | 弗朗西斯·阿爾梅里克·斯賓塞 第一代丘吉爾男爵 （1779–1845年）           | 弗朗西斯·阿爾梅里克·斯賓塞 第一代丘吉爾男爵 （1779–1845年）           |  |  |                                             |                                             |                                             |                                             |                                             |                                             |  |  |                                           |                                           |                                           |                                           |                                           |                                           |  |  |  |  |  |  |
|                                             |                                             |                                             |                                             |                                             |                                             |                                                       |                                                       |                                                       |                                                       |                                                       |                                                       |                                                 |                                                 |                                                       |                                                       | |                                                                      |                                                                      |                                                                      |                                                                      |                                                                      |  |  | 丘吉爾子爵                                                            |                                                                       |                                                                       |                                                                       |                                                                       |                                                                       |  |  |                                             |                                             |                                             |                                             |                                             |                                             |  |  |                                           |                                           |                                           |                                           |                                           |                                           |  |  |  |  |  |  |
|                                             |                                             |                                             |                                             |                                             |                                             |                                                       |                                                       |                                                       |                                                       |                                                       |                                                       |                                                 |                                                 |                                                       |                                                       | 喬治·斯賓塞-丘吉爾 第六代馬爾博羅公爵 （1793－1857年） |                                                                      |                                                                      |                                                                      |                                                                      |                                                                      |  |  |                                                                       |                                                                       |                                                                       |                                                                       |                                                                       |                                                                       |  |  |                                             |                                             |                                             |                                             |                                             |                                             |  |  |                                           |                                           |                                           |                                           |                                           |                                           |  |  |  |  |  |  |
|                                             |                                             |                                             |                                             |                                             |                                             |                                                       |                                                       |                                                       |                                                       |                                                       |                                                       |                                                 |                                                 |                                                       |                                                       | |                                                                      |                                                                      |                                                                      |                                                                      |                                                                      |  |  |                                                                       |                                                                       |                                                                       |                                                                       |                                                                       |                                                                       |  |  |                                             |                                             |                                             |                                             |                                             |                                             |  |  |                                           |                                           |                                           |                                           |                                           |                                           |  |  |  |  |  |  |
|                                             |                                             |                                             |                                             |                                             |                                             |                                                       |                                                       |                                                       |                                                       |                                                       |                                                       |                                                 |                                                 |                                                       |                                                       | 約翰·溫斯頓·斯賓塞-丘吉爾 第七代馬爾博羅公爵 （1822－1883年） |                                                                      |                                                                      |                                                                      |                                                                      |                                                                      |  |  |                                                                       |                                                                       |                                                                       |                                                                       |                                                                       |                                                                       |  |  |                                             |                                             |                                             |                                             |                                             |                                             |  |  |                                           |                                           |                                           |                                           |                                           |                                           |  |  |  |  |  |  |
|                                             |                                             |                                             |                                             |                                             |                                             |                                                       |                                                       |                                                       |                                                       |                                                       |                                                       |                                                 |                                                 |                                                       |                                                       | |                                                                      |                                                                      |                                                                      |                                                                      |                                                                      |  |  |                                                                       |                                                                       |                                                                       |                                                                       |                                                                       |                                                                       |  |  |                                             |                                             |                                             |                                             |                                             |                                             |  |  |                                           |                                           |                                           |                                           |                                           |                                           |  |  |  |  |  |  |
|                                             |                                             |                                             |                                             |                                             |                                             |                                                       |                                                       |                                                       |                                                       |                                                       |                                                       |                                                 |                                                 |                                                       |                                                       | |                                                                      |                                                                      |                                                                      |                                                                      |                                                                      |  |  |                                                                       |                                                                       |                                                                       |                                                                       |                                                                       |                                                                       |  |  |                                             |                                             |                                             |                                             |                                             |                                             |  |  |                                           |                                           |                                           |                                           |                                           |                                           |  |  |  |  |  |  |
|                                             |                                             |                                             |                                             |                                             |                                             |                                                       |                                                       |                                                       |                                                       |                                                       |                                                       |                                                 |                                                 |                                                       |                                                       | 喬治·查理斯·斯賓塞-丘吉爾 第八代馬爾博羅公爵 （1844－1892年） | 喬治·查理斯·斯賓塞-丘吉爾 第八代馬爾博羅公爵 （1844－1892年）        | 喬治·查理斯·斯賓塞-丘吉爾 第八代馬爾博羅公爵 （1844－1892年）        | 喬治·查理斯·斯賓塞-丘吉爾 第八代馬爾博羅公爵 （1844－1892年）        | 喬治·查理斯·斯賓塞-丘吉爾 第八代馬爾博羅公爵 （1844－1892年）        | 喬治·查理斯·斯賓塞-丘吉爾 第八代馬爾博羅公爵 （1844－1892年）        |  |  | 倫道夫·邱吉爾勳爵 （1849－1895年）                                    | 倫道夫·邱吉爾勳爵 （1849－1895年）                                    | 倫道夫·邱吉爾勳爵 （1849－1895年）                                    | 倫道夫·邱吉爾勳爵 （1849－1895年）                                    | 倫道夫·邱吉爾勳爵 （1849－1895年）                                    | 倫道夫·邱吉爾勳爵 （1849－1895年）                                    |  |  |                                             |                                             |                                             |                                             |                                             |                                             |  |  |                                           |                                           |                                           |                                           |                                           |                                           |  |  |  |  |  |  |
|                                             |                                             |                                             |                                             |                                             |                                             |                                                       |                                                       |                                                       |                                                       |                                                       |                                                       |                                                 |                                                 |                                                       |                                                       | 喬治·查理斯·斯賓塞-丘吉爾 第八代馬爾博羅公爵 （1844－1892年） | 喬治·查理斯·斯賓塞-丘吉爾 第八代馬爾博羅公爵 （1844－1892年）        | 喬治·查理斯·斯賓塞-丘吉爾 第八代馬爾博羅公爵 （1844－1892年）        | 喬治·查理斯·斯賓塞-丘吉爾 第八代馬爾博羅公爵 （1844－1892年）        | 喬治·查理斯·斯賓塞-丘吉爾 第八代馬爾博羅公爵 （1844－1892年）        | 喬治·查理斯·斯賓塞-丘吉爾 第八代馬爾博羅公爵 （1844－1892年）        |  |  | 倫道夫·邱吉爾勳爵 （1849－1895年）                                    | 倫道夫·邱吉爾勳爵 （1849－1895年）                                    | 倫道夫·邱吉爾勳爵 （1849－1895年）                                    | 倫道夫·邱吉爾勳爵 （1849－1895年）                                    | 倫道夫·邱吉爾勳爵 （1849－1895年）                                    | 倫道夫·邱吉爾勳爵 （1849－1895年）                                    |  |  |                                             |                                             |                                             |                                             |                                             |                                             |  |  |                                           |                                           |                                           |                                           |                                           |                                           |  |  |  |  |  |  |
|                                             |                                             |                                             |                                             |                                             |                                             |                                                       |                                                       |                                                       |                                                       |                                                       |                                                       |                                                 |                                                 |                                                       |                                                       | 查理斯·理查德·約翰·斯賓塞-丘吉爾 第九代馬爾博羅公爵 （1871－1934年） | 查理斯·理查德·約翰·斯賓塞-丘吉爾 第九代馬爾博羅公爵 （1871－1934年） | 查理斯·理查德·約翰·斯賓塞-丘吉爾 第九代馬爾博羅公爵 （1871－1934年） | 查理斯·理查德·約翰·斯賓塞-丘吉爾 第九代馬爾博羅公爵 （1871－1934年） | 查理斯·理查德·約翰·斯賓塞-丘吉爾 第九代馬爾博羅公爵 （1871－1934年） | 查理斯·理查德·約翰·斯賓塞-丘吉爾 第九代馬爾博羅公爵 （1871－1934年） |  |  | 溫斯頓·邱吉爾爵士 （1874－1965年） P.M.（1940－1945年、1951－1955年） | 溫斯頓·邱吉爾爵士 （1874－1965年） P.M.（1940－1945年、1951－1955年） | 溫斯頓·邱吉爾爵士 （1874－1965年） P.M.（1940－1945年、1951－1955年） | 溫斯頓·邱吉爾爵士 （1874－1965年） P.M.（1940－1945年、1951－1955年） | 溫斯頓·邱吉爾爵士 （1874－1965年） P.M.（1940－1945年、1951－1955年） | 溫斯頓·邱吉爾爵士 （1874－1965年） P.M.（1940－1945年、1951－1955年） |  |  |                                             |                                             |                                             |                                             |                                             |                                             |  |  |                                           |                                           |                                           |                                           |                                           |                                           |  |  |  |  |  |  |
|                                             |                                             |                                             |                                             |                                             |                                             |                                                       |                                                       |                                                       |                                                       |                                                       |                                                       |                                                 |                                                 |                                                       |                                                       | 查理斯·理查德·約翰·斯賓塞-丘吉爾 第九代馬爾博羅公爵 （1871－1934年） | 查理斯·理查德·約翰·斯賓塞-丘吉爾 第九代馬爾博羅公爵 （1871－1934年） | 查理斯·理查德·約翰·斯賓塞-丘吉爾 第九代馬爾博羅公爵 （1871－1934年） | 查理斯·理查德·約翰·斯賓塞-丘吉爾 第九代馬爾博羅公爵 （1871－1934年） | 查理斯·理查德·約翰·斯賓塞-丘吉爾 第九代馬爾博羅公爵 （1871－1934年） | 查理斯·理查德·約翰·斯賓塞-丘吉爾 第九代馬爾博羅公爵 （1871－1934年） |  |  | 溫斯頓·邱吉爾爵士 （1874－1965年） P.M.（1940－1945年、1951－1955年） | 溫斯頓·邱吉爾爵士 （1874－1965年） P.M.（1940－1945年、1951－1955年） | 溫斯頓·邱吉爾爵士 （1874－1965年） P.M.（1940－1945年、1951－1955年） | 溫斯頓·邱吉爾爵士 （1874－1965年） P.M.（1940－1945年、1951－1955年） | 溫斯頓·邱吉爾爵士 （1874－1965年） P.M.（1940－1945年、1951－1955年） | 溫斯頓·邱吉爾爵士 （1874－1965年） P.M.（1940－1945年、1951－1955年） |  |  |                                             |                                             |                                             |                                             |                                             |                                             |  |  |                                           |                                           |                                           |                                           |                                           |                                           |  |  |  |  |  |  |
|                                             |                                             |                                             |                                             |                                             |                                             |                                                       |                                                       |                                                       |                                                       |                                                       |                                                       |                                                 |                                                 |                                                       |                                                       | 約翰·阿爾伯特·威廉·斯賓塞-丘吉爾 第十代馬爾博羅公爵 （1897－1972年） | 約翰·阿爾伯特·威廉·斯賓塞-丘吉爾 第十代馬爾博羅公爵 （1897－1972年） | 約翰·阿爾伯特·威廉·斯賓塞-丘吉爾 第十代馬爾博羅公爵 （1897－1972年） | 約翰·阿爾伯特·威廉·斯賓塞-丘吉爾 第十代馬爾博羅公爵 （1897－1972年） | 約翰·阿爾伯特·威廉·斯賓塞-丘吉爾 第十代馬爾博羅公爵 （1897－1972年） | 約翰·阿爾伯特·威廉·斯賓塞-丘吉爾 第十代馬爾博羅公爵 （1897－1972年） |  |  | 溫斯頓·邱吉爾的後代                                                   | 溫斯頓·邱吉爾的後代                                                   | 溫斯頓·邱吉爾的後代                                                   | 溫斯頓·邱吉爾的後代                                                   | 溫斯頓·邱吉爾的後代                                                   | 溫斯頓·邱吉爾的後代                                                   |  |  |                                             |                                             |                                             |                                             |                                             |                                             |  |  |                                           |                                           |                                           |                                           |                                           |                                           |  |  |  |  |  |  |
|                                             |                                             |                                             |                                             |                                             |                                             |                                                       |                                                       |                                                       |                                                       |                                                       |                                                       |                                                 |                                                 |                                                       |                                                       | 約翰·阿爾伯特·威廉·斯賓塞-丘吉爾 第十代馬爾博羅公爵 （1897－1972年） | 約翰·阿爾伯特·威廉·斯賓塞-丘吉爾 第十代馬爾博羅公爵 （1897－1972年） | 約翰·阿爾伯特·威廉·斯賓塞-丘吉爾 第十代馬爾博羅公爵 （1897－1972年） | 約翰·阿爾伯特·威廉·斯賓塞-丘吉爾 第十代馬爾博羅公爵 （1897－1972年） | 約翰·阿爾伯特·威廉·斯賓塞-丘吉爾 第十代馬爾博羅公爵 （1897－1972年） | 約翰·阿爾伯特·威廉·斯賓塞-丘吉爾 第十代馬爾博羅公爵 （1897－1972年） |  |  | 溫斯頓·邱吉爾的後代                                                   | 溫斯頓·邱吉爾的後代                                                   | 溫斯頓·邱吉爾的後代                                                   | 溫斯頓·邱吉爾的後代                                                   | 溫斯頓·邱吉爾的後代                                                   | 溫斯頓·邱吉爾的後代                                                   |  |  |                                             |                                             |                                             |                                             |                                             |                                             |  |  |                                           |                                           |                                           |                                           |                                           |                                           |  |  |  |  |  |  |
|                                             |                                             |                                             |                                             |                                             |                                             |                                                       |                                                       |                                                       |                                                       |                                                       |                                                       |                                                 |                                                 |                                                       |                                                       | 約翰·喬治·范德伯爾特·亨利·斯賓塞-丘吉爾 第十一代馬爾博羅公爵 （1926－2014年） |                                                                      |                                                                      |                                                                      |                                                                      |                                                                      |  |  |                                                                       |                                                                       |                                                                       |                                                                       |                                                                       |                                                                       |  |  |                                             |                                             |                                             |                                             |                                             |                                             |  |  |                                           |                                           |                                           |                                           |                                           |                                           |  |  |  |  |  |  |
|                                             |                                             |                                             |                                             |                                             |                                             |                                                       |                                                       |                                                       |                                                       |                                                       |                                                       |                                                 |                                                 |                                                       |                                                       | |                                                                      |                                                                      |                                                                      |                                                                      |                                                                      |  |  |                                                                       |                                                                       |                                                                       |                                                                       |                                                                       |                                                                       |  |  |                                             |                                             |                                             |                                             |                                             |                                             |  |  |                                           |                                           |                                           |                                           |                                           |                                           |  |  |  |  |  |  |
|                                             |                                             |                                             |                                             |                                             |                                             |                                                       |                                                       |                                                       |                                                       |                                                       |                                                       |                                                 |                                                 |                                                       |                                                       | 查理斯·詹姆斯·斯賓塞-丘吉爾 第十二代馬爾博羅公爵 （1955年生） |                                                                      |                                                                      |                                                                      |                                                                      |                                                                      |  |  |                                                                       |                                                                       |                                                                       |                                                                       |                                                                       |                                                                       |  |  |                                             |                                             |                                             |                                             |                                             |                                             |  |  |                                           |                                           |                                           |                                           |                                           |                                           |  |  |  |  |  |  |
|                                             |                                             |                                             |                                             |                                             |                                             |                                                       |                                                       |                                                       |                                                       |                                                       |                                                       |                                                 |                                                 |                                                       |                                                       | |                                                                      |                                                                      |                                                                      |                                                                      |                                                                      |  |  |                                                                       |                                                                       |                                                                       |                                                                       |                                                                       |                                                                       |  |  |                                             |                                             |                                             |                                             |                                             |                                             |  |  |                                           |                                           |                                           |                                           |                                           |                                           |  |  |  |  |  |  |
|                                             |                                             |                                             |                                             |                                             |                                             |                                                       |                                                       |                                                       |                                                       |                                                       |                                                       |                                                 |                                                 |                                                       |                                                       | 喬治·約翰·戈多爾芬·斯賓塞-丘吉爾 布蘭福德侯爵 （1992年生） |                                                                      |                                                                      |                                                                      |                                                                      |                                                                      |  |  |                                                                       |                                                                       |                                                                       |                                                                       |                                                                       |                                                                       |  |  |                                             |                                             |                                             |                                             |                                             |                                             |  |  |                                           |                                           |                                           |                                           |                                           |                                           |  |  |  |  |  |  |

## 外部連結
- 布伦海姆宫官方網站 （页面存档备份，存于）
- Cracroft's Peerage page （页面存档备份，存于）